# NGC 302
NGC 302は、くじら座の方角にある16.6等級の恒星である。1886年にフランク・ミュラーにより記録された。